# Оберст-гофмейстер (Австрия)
Оберст-гофмейстер (нем. Obersthofmeister; дословно: верховный мастер (магистр, мейстер) двора) — высшее придворное звание и должность в Австрии с XVI столетия до 1918 года. До 1867 года одновременно в Австрийской монархии существовал только один оберст-гофмейстер, с в 1867 года — два: австрийский в Вене и венгерский в Будапеште.

## История и описание
Оберст-гофмейстер выполнял функции главы австрийского придворного ведомства и главного распорядителя императорских резиденций. В его функции входило:
- Руководство всеми придворными церемониями (в частности, он отвечал за правильную рассадку гостей на парадных обедах, соответствующую рангу очередность подачи карет, порядок на императорских выходах и аудиенциях и проч.)
- Управление всеми императорскими дворцами, включая организацию строительных, ремонтных и отделочных работ
- В поздний период также управление венскими императорскими театрами — оперным (Венская опера) и драматическим (Бургтеатр).

В официально издаваемых списках австрийских официальных лиц оберст-гофмейстер упоминался сразу за эрцгерцогами, первым из лиц, не принадлежащих к императорской фамилии, что отражало его положение при дворе.
Обычным местопребыванием оберст-гофмейстера являлся венский императорский дворец Хофбург, и там же располагалась его канцелярия.
Свои гофмейстеры имелись при малых дворах эрцгерцогов и императрицы, с 1867 года — также венгерский оберст-гофмейстер в Будапеште.

## Передача на русский язык
На русском языке (по аналогии с российскими дореволюционными реалиями) звание оберст-гофмейстер может передаваться, как обер-гофмейстер или как обер-гофмаршал, так как оберст-гофмейстер фактически совмещал обе должности. Помимо этого, оберст-гофмейстер выполнял также функции директора императорских театров, и, отчасти, министра императорского двора.

## Оберст-гофмейстеры Австрии
Полный список с 1700 по 1918 год, более ранние оберст-гофмейстеры не перечислены.
- 1699–1705 — граф Фердинанд Бонавентура фон Гаррах
- 1705–1709 — князь Карл Теодор Отто фон Сальм
- 1709–1711 — князь Иоганн Леопольд Донат фон Траутсон, граф фон Фалькенштейн
- 1711–1721 — князь Антон Флориан фон Лихтенштейн.
- 1721–1724 — князь Иоганн Леопольд Донат фон Траутсон, граф фон Фалькенштейн (вторично)
- 1724–1747 — Зигмунд Рудольф фон Зинцендорф
- 1747–1751 — граф Йозеф Лотар фон Кёнигсегг-Ротенфельс
- 1753–1769 — граф Корфиц Антон фон Ульфельдт
- 1769–1776 — князь Иоганн Йозеф фон Хевенхюллер-Метч
- 1776–1782 — князь Йозеф фон Шварценберг
- 1783–1807 — граф Георг Адам фон Штархемберг
- 1807–1827 — граф (затем — князь) Фердинад фон Трауттмансдорф
- 1827–1835 — Вакансия
- 1835–1843 — князь Рудольф фон Коллоредо-Мансфельд
- 1844–1848 — Вакансия
- 1848–1849 — граф Карл Людвиг фон Грюнне
- 1849–1865 — князь Карл Франц фон Лихтенштейн.
- 1866–1896 — князь Константин цу Гогенлоэ-Шиллингсфюрст
- 1896–1908 — князь Рудольф фон Лихтенштейн.
- 1909–1917 — князь Альфред фон Монтенуово
- 1917–1918 — князь Конрад цу Гогенлоэ-Шиллингсфюрст
- 1918–1918 — граф Леопольд фон Берхтольд

## Оберст-гофмейстеры Венгрии
Отдельная должность оберст-гофмейстера Венгрии в составе Австро-Венгерской монархии существовала с 1867 по 1918 год. За это время её последовательно занимали шестеро венгерских аристократов, из которых барон Дежё Банфи был оберст-гофмейстером с 1900 по 1904 год.